# Callionymus reticulatus
Callionymus reticulatus е вид бодлоперка от семейство Callionymidae. Видът не е застрашен от изчезване.

## Разпространение и местообитание
Разпространен е в Белгия, Великобритания (Северна Ирландия), Германия, Гибралтар, Гърнси, Джърси, Ирландия, Испания, Мароко, Нидерландия, Норвегия, Португалия (Азорски острови) и Франция.
Среща се на дълбочина от 9 до 110 m, при температура на водата от 6,5 до 12,4 °C и соленост 31,8 – 35,6 ‰.

## Описание
На дължина достигат до 11 cm.